# Okręg Porrentruy
Porrentruy (fr. District de Porrentruy, niem. Bezirk Pruntrut) – okręg w Szwajcarii, w kantonie Jura. Siedziba okręgu znajduje się w mieście Porrentruy.
Okręg składa się z 19 gmin (commune; Gemeinde) o powierzchni 335,09 km² i o liczbie mieszkańców 24 123.

## Gminy
1. Alle
2. Basse-Allaine
3. Basse-Vendline
4. Boncourt
5. Bure
6. Clos du Doubs
7. Coeuve
8. Cornol
9. Courchavon
10. Courgenay
11. Courtedoux
12. Damphreux-Lugnez
13. Fahy
14. Fontenais
15. Grandfontaine
16. Haute-Ajoie
17. La Baroche
18. Porrentruy
19. Vendlincourt

## Zmiany administracyjne
- 1 stycznia 2009
  - utworzenie gminy Basse-Allaine z gmin Buix, Courtemaîche i Montignez
  - utworzenie gminy Clos du Doubs z gmin Epauvillers, Epiquerez, Montenol, Montmelon, Ocourt, Saint-Ursanne i Seleute
  - utworzenie gminy Haute-Ajoie z gmin Chevenez, Damvant, Réclère i Roche-d’Or
  - utworzenie gminy La Baroche z gmin Asuel, Charmoille, Fregiécourt, Miécourt i Pleujouse
- 1 stycznia 2013
  - przyłączenie gminy Bressaucourt do gminy Fontenais
- 1 stycznia 2019
  - przyłączenie gminy Rocourt do gminy Haute-Ajoie
- 1 stycznia 2023
  - utworzenie gminy Damphreux-Lugnez z gmin Damphreux i Lugnez
- 1 stycznia 2024
  - utworzenie gminy Basse-Vendline z gmin Beurnevésin i Bonfol